# E.ON

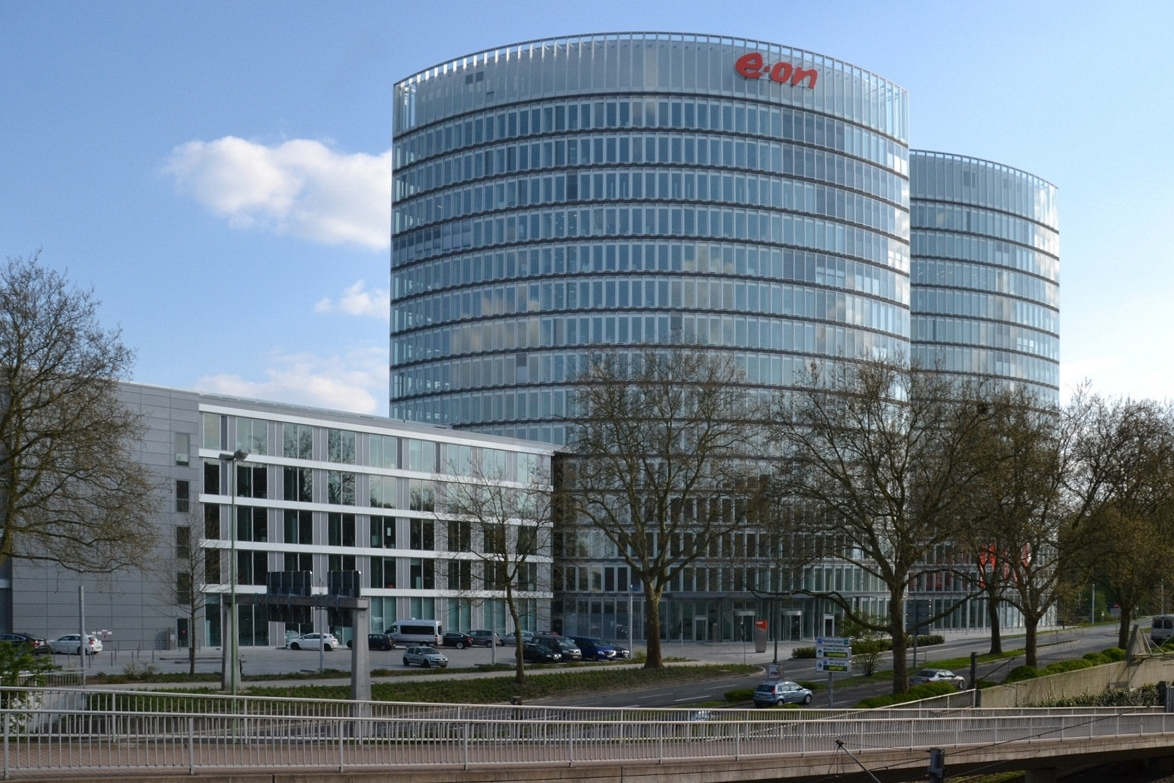
Sitz des Konzerns in Essen

Die börsennotierte E.ON SE (von englisch eon ‚Äon‘; stilisiert auch e·on) ist die Holdinggesellschaft eines deutschen Energiekonzerns mit Sitz in Essen. Das Unternehmen ist hauptsächlich in den Bereichen Energienetze, Energiedienstleistungen, erneuerbare Energien und dem Betrieb und Rückbau deutscher Kernkraftwerke tätig.
Die Hauptversammlung vom 8. Juni 2016 hat beschlossen, das traditionelle Energiegeschäft, bestehend aus den Geschäftsfeldern der konventionellen Erzeugung (einschließlich der Wasserkraft, jedoch ohne die deutschen Kernenergieaktivitäten), des globalen Energiehandels (insbesondere der Vermarktung von Strom und Gas) und der Stromerzeugung in Russland sowie des Betriebs des Gasfelds Juschno-Russkoje, in der eigenständigen Gesellschaft Uniper SE zusammenzufassen und die Mehrheitsbeteiligung an der Uniper anschließend an die Aktionäre der E.ON SE mit Wirkung zum 1. Januar 2016 abzuspalten. E.ON behielt dabei 40.000 Mitarbeiter, Uniper übernahm 15.000 Mitarbeiter.
Durch die Übernahme von Innogy gewann E.ON 2019 wieder 36.500 Mitarbeiter hinzu.

## Geschichte

### Entstehung und Konzentration auf das Energiegeschäft
E.ON entstand aus der Fusion der beiden Mischkonzerne VEBA und VIAG. Der Zusammenschluss wurde am 27. September 1999 angekündigt und im Juni 2000 vollzogen. Die Tochter E.ON Energie entstand dabei aus den jeweiligen Versorgungstöchtern PreussenElektra und Bayernwerk.
Die Übernahme des britischen Stromversorgers Powergen wurde im April 2001 verkündet.
Im November 2001 meldete E.ON beim Bundeskartellamt die Übernahme einer Mehrheit der Ruhrgas an. Nach der Ablehnung durch das Kartellamt und der anschließenden Erteilung einer Ministererlaubnis prozessierten Konkurrenten gegen den Vollzug der Übernahme, der sich bis März 2003 hinzog. E.ON wurde zum alleinigen Eigentümer von Ruhrgas, dem mit einem Marktanteil von etwa 60 Prozent damals größten deutschen Gasversorgungskonzern. Im Gegenzug wurde die VEBA OEL mit der Tankstellenmarke Aral an die BP abgetreten. Der Deal wurde am 16. Juli 2001 durch Ulrich Hartmann und John Browne verkündet.
Zum 1. Juni 2004 verkaufte E.ON 97,5 % der Anteile an Degussa an die RAG, nachdem E.ON von dieser die Mehrheit der Ruhrgas-Anteile übernommen hatte, und erfüllte damit eine der Auflagen, die mit der Übernahme der Ruhrgas verbunden waren. Ebenfalls wurde 2001 die schwedische Sydkraft übernommen.
In der Folge konzentrierte sich E.ON weiter auf das Strom- und Gasgeschäft und verkaufte zahlreiche weitere Beteiligungen, u. a. die Mobilfunkanbieter VIAG Interkom in Deutschland und One in Österreich, den Wasserversorger Gelsenwasser und die Immobiliengesellschaft Viterra; in Osteuropa wurden parallel zahlreiche Beteiligungen an nun privatisierten Energieversorgungsunternehmen erworben. Der damalige Vorstandsvorsitzende Wulf Bernotat bezeichnete nach dem Verkauf von Ruhrgas Industries im zweiten Quartal 2005 den Umbau von E.ON zu einem „lupenreinen Energieunternehmen“ als nahezu abgeschlossen.

### Gescheiterte Übernahme der spanischen Endesa 2006/2007
Im Februar 2006 unterbreitete E.ON ein Kaufangebot für den spanischen Energieversorger Endesa in Höhe von 29,1 Milliarden Euro; das entsprach 27,50 Euro je Aktie und damit netto etwa 20 Prozent mehr, als der katalanische Konkurrent Gas Natural im August 2005 geboten hatte (21,30 Euro).
Die E.ON-Offerte von 29,1 Milliarden Euro hätte laut den ersten Verhandlungen von Ende Februar 2006 noch etwas aufgestockt werden können, denn Endesas Börsenkurs war zwischen August und Februar von 12 bis 14 auf 22 bis 28 Euro gestiegen. E.ON-Chef Bernotat schätzte, dass die Übernahme inklusive der Übernahme von Endesas 18 Milliarden Euro Nettoschulden, 3 Milliarden Euro Pensions-Rückstellungen und etwa 5 Milliarden Euro für Minderheitsaktionäre 55 Milliarden Euro kosten würde.
Am 28. Juli 2006 erteilte die spanische Aufsichtsbehörde Comisión Nacional de Energía (CNE) die Genehmigung für die Übernahme der Endesa, jedoch unter erheblichen Auflagen. Über das weitere Vorgehen der E.ON wurde spekuliert. E.ON hätte die Auflagen akzeptieren können, was auch zu einem niedrigeren Übernahmepreis geführt hätte, oder juristisch gegen die Auflagen vorgehen können.
Am 26. September 2006 erhöhte E.ON sein Barangebot von 25 auf 35 Euro je Endesa-Aktie auf insgesamt 37 Milliarden Euro.
Im November 2006 kaufte überraschend das spanische Bauunternehmen Acciona zehn Prozent von Endesa. Es gab bekannt, in Zukunft nicht mehr als 25 Prozent von Endesa kaufen zu wollen.
Nach dem Rückzug von Gas Natural aus dem Bietergefecht hatte der Vorstand der Endesa seinen Aktionären Anfang Februar 2007 empfohlen, das abermals erhöhte Kaufangebot anzunehmen; Ende Februar wurde jedoch bekannt, dass der italienische Staatskonzern Enel ebenfalls einen 10-%-Anteil erworben hatte.
Daraufhin entschloss sich E.ON Anfang April 2007, das Übernahmeangebot zurückzuziehen. Stattdessen handelte man mit den Konkurrenten Acciona und Enel, die später Endesa gemeinsam übernahmen, ein Beteiligungspaket mit Aktivitäten in Spanien, Italien und Frankreich sowie weiteren Aktivitäten in Polen und in der Türkei im Wert von etwa zehn Milliarden Euro aus.

### Konzernumbau 2009
Seit der Zeit der Gründung von E.ON galt die Struktur des deutschen Energiemarktes aus wettbewerbspolitischer Sicht als unbefriedigend. Dieses Oligopol stand seit längerer Zeit unter einem Generalverdacht von Wettbewerbsverstößen und stand kurz vor einer Aufspaltung. Federführend traten in diesem Zusammenhang das EU-Parlament sowie die EU-Wettbewerbskommissarin Neelie Kroes auf.
Es lag im Interesse der Parteien, eine langfristige und einvernehmliche Lösung zu finden. E.ON erklärte sich bereit, rund 4800 Megawatt (MW) Kraftwerksleistung in Deutschland sowie das deutsche Höchstspannungsnetz an seine Wettbewerber zu verkaufen. Dieser Vorschlag wurde am 26. November 2008 von der EU-Kommission akzeptiert.
Die folgende Liste ist ein Auszug aus den im Jahr 2009 abgeschlossenen Transaktionen:
- Verkauf des deutschen Höchstspannungsnetzes (Transpower Stromübertragungs GmbH → Tennet TSO) an den niederländischen Netzbetreiber Tennet[22]
- Tausch von Erzeugungskapazität zwischen E.ON und GDF Suez (1700 MW)[23]
- Verkauf der Anteile am Steinkohle-Kraftwerk Mehrum an die Stadtwerke Hannover (375 MW)[24][25]
- Verkauf von Wasserkraftwerken am Inn an den österreichischen Energieversorger Verbund AG (312 MW)[26][27]

Am 8. Juli 2009 verhängte die EU-Kommission Geldbußen von jeweils 553 Millionen Euro gegen GDF Suez und E.ON/E.ON Ruhrgas. Im Rahmen der Planungen zum Bau der MEGAL-Pipeline wurden im Jahr 1975 Zusatzvereinbarungen über die Aufteilung von Gasmärkten in Frankreich und Deutschland getroffen. Das Unternehmen hat Marktabsprachen unzulässigerweise weiter praktiziert, obwohl diese ursprünglich legalen Wettbewerbsabreden nach der Öffnung der europäischen Gasmärkte seit August 2000 gegen EU-Recht verstießen. Der EuGH hat 2012 die Geldbuße in Höhe von 320 Mio. Euro bestätigt.
Auch der Verkauf der Thüga 2009 an das kommunale Betreiberkonsortium Integra/Kom9 stand im Zusammenhang mit den wettbewerbsfördernden Maßnahmen.

### Energiewende
Anfragen nach einer Sonderdividende wurden von Vorstandschef Bernotat wiederholt abgeblockt. Stattdessen legte E.ON für 2007–2010 ein Investitionsprogramm von rund 60 Mrd. Euro auf, das auf die Expansion in neue (regionale) Märkte (wie Italien, Spanien, Frankreich und Russland) sowie in neue Kraftwerksinfrastruktur und in erneuerbare Energien zielte. E.ON stieg in das Geschäft mit verflüssigtem Naturgas (LNG) ein und tätigte umfangreiche Investitionen in die LNG-Infrastruktur. E.ON baute außerdem gemeinsam mit Gazprom und BASF die Nord-Stream-Pipeline durch die Ostsee; diese wurde im November 2011 eingeweiht.
Im Herbst 2010 beschloss die seit Herbst 2009 amtierende schwarz-gelbe Bundesregierung (Kabinett Merkel II) eine Laufzeitverlängerung für die damals 17 deutschen Kernreaktoren. Wenige Tage nach dem Beginn der Nuklearkatastrophe von Fukushima änderte Bundeskanzlerin Merkel ihre Atompolitik radikal, revidierte bald darauf die Laufzeitverlängerung und vollzog einen Atomausstieg. Die sieben ältesten Kernkraftwerke sowie der Reaktor Krümmel verloren zum August 2011 ihre Betriebserlaubnis.
E.ON kündigte an, gerichtlich gegen die Abschaltung der Kernkraftwerke und gegen die Brennelementesteuer vorzugehen.
Am 14. November 2011 legte E.ON eine Verfassungsbeschwerde ein. Am 1. Oktober 2014 verklagte E.ON die Bundesregierung auf Schadensersatz von 380 Millionen Euro. Die Klage wurde beim Landgericht Hannover eingereicht, weil in Hannover der Sitz der Kernkraft-Sparte ist.
Das Landgericht wies die Klage ab. Am 10. Oktober 2016 legte E.ON Berufung vor dem Oberlandesgericht Celle ein. Das Bundesverfassungsgericht entschied am 6. Dezember 2016 in seinem Urteil über die Verfassungsklagen von Eon, RWE und Vattenfall, dass der Atomausstieg verfassungskonform sei. Den Energiekonzernen E.ON, RWE und Vattenfall stehe aber eine angemessene Entschädigung zu. E.ON wurde durch den Staatsrechtler Rupert Scholz vertreten.

### Entwicklung 2010–2012
Johannes Teyssen übernahm zum 1. Mai 2010 den Vorstandsvorsitz von Bernotat und verkündete im November 2010 eine neue Strategie für den E.ON-Konzern. Unter dem Motto Cleaner & Better Energy sollte E.ON verstärkt außerhalb Europas wachsen und in diesen Regionen innerhalb der nächsten vier Jahre einen Ergebnisbeitrag von 25 % erreichen. Weiterhin wollte sich E.ON auf die Reduktion der CO2-Emissionen fokussieren. So sollte beispielsweise die Reduktion des Treibhausgasausstoßes gegenüber dem Jahr 1990 um 50 % bereits im Jahr 2020 und nicht, wie bisher geplant, im Jahr 2030 erreicht werden.
Ein weiterer Bestandteil der Strategie war der Abbau der Finanzschulden, auch um die finanzielle Handlungsfähigkeit zu bewahren. Im Zuge dessen plante E.ON, bis Ende 2013 durch Desinvestitionen rund 15 Mrd. Euro einzunehmen. Die folgende Aufzählung gibt eine Auswahl über die realisierten Desinvestitionen:
- Anteil von 3,5 % Gazprom-Beteiligung im Dezember 2010 (Erlös: 3,4 Mrd. Euro)[41]
- Gasnetz in Italien im Dezember 2010 (Erlös: 290 Mio. Euro)[42]
- Britischen Verteilnetzunternehmen „Central Networks“ (Erlös: 4,7 Mrd. Euro)[43]
- Anteil von 20 % an den Stadtwerken Duisburg (keine Angaben zum Verkaufserlös)[44]
- „Eon Bulgaria“ (Erlös: 133 Mio. Euro)[45]
- Anteil von 40 % am Regionalversorger HSE (Erlös: 305 Mio. Euro)[46]
- Fernleitungsnetzbetreiber Open Grid Europe (Erlös: 3,2 Mrd. Euro)[47]
- Anteil von 50 % am Gemeinschaftsunternehmen Horizon Nuclear Power (Erlös: 433 Mio. Euro)[48]
- Anteil von 43 % am Regionalversorger E.ON Thüringer Energie (Erlös: 946 Mio. Euro)[49]
- restlichen Anteil von 10 % am Regionalversorger E.ON Thüringer Energie (keine Angaben zum Verkaufserlös)
- Anteil von 24,5 % am slowakischen Energieunternehmen Slovenský plynárenský priemysel (Erlös: 1,3 Mrd. Euro)[50]
- Anteil von 15,1 % an der Pipeline Interconnector (Erlös: 127 Mio. Euro)[51]
- Energy from Waste an ein Joint Venture, an dem die E.ON 49 % und der Investmentfonds EQT 51 % halten (keine Angaben zum Verkaufserlös)[52]
- Anteil von 34 % an der finnischen Firma Fennovoima (keine Angaben zum Verkaufserlös)
- E.ON Földgáz Trade und E.ON Földgáz Storage an das ungarische Staatsunternehmen MVM Hungarian Electricity (Erlös: 870 Mio. Euro)[53]
- Anteil von 62,9 % Beteiligung am Regionalversorger E.ON Westfalen Weser (Erlös: ca. 360 Mio. Euro)[54]
- Anteil von 73,3 % am Regionalversorger E.ON Mitte (Erlös: ca. 610 Mio. Euro)[55]

Ende Juli 2011 wurde bekannt, dass E.ON ein Spar- und Sanierungskonzept samt Entlassungen und Standortschließungen plant. Die Gashandelstochter E.ON Ruhrgas (Essen) wurde dabei aufgelöst.
Das Unternehmen will etwa 1,5 Milliarden Euro jährlich sparen. Diese Einsparungen sollen unter anderem Projekten in Brasilien, der Türkei und Indien zugutekommen. Im Dezember 2011 kündigte der Konzern zudem an, 3000 deutsche Beschäftigte in den Vorruhestand zu schicken und bis zu 2500 Arbeitnehmer in eine Transfergesellschaft zu übergeben: Weltweit wollte E.ON bis zu 11.000 Arbeitsplätze streichen.
Die Umwandlung in eine europäische Gesellschaft wurde am 15. November 2012 mit dem Eintrag in das Handelsregister abgeschlossen.

### Entwicklung seit 2014

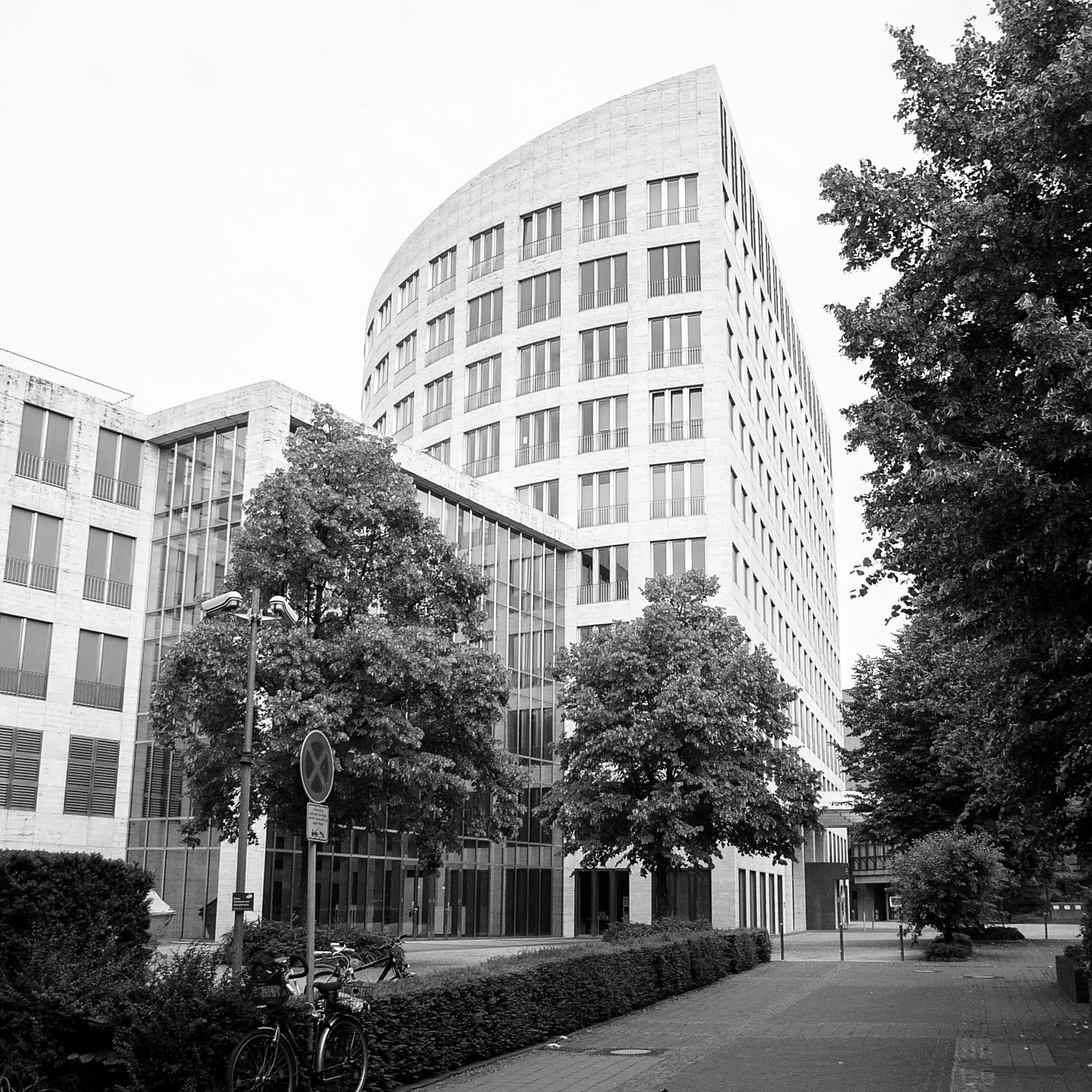
Ehemaliger Sitz des Konzerns in Düsseldorf

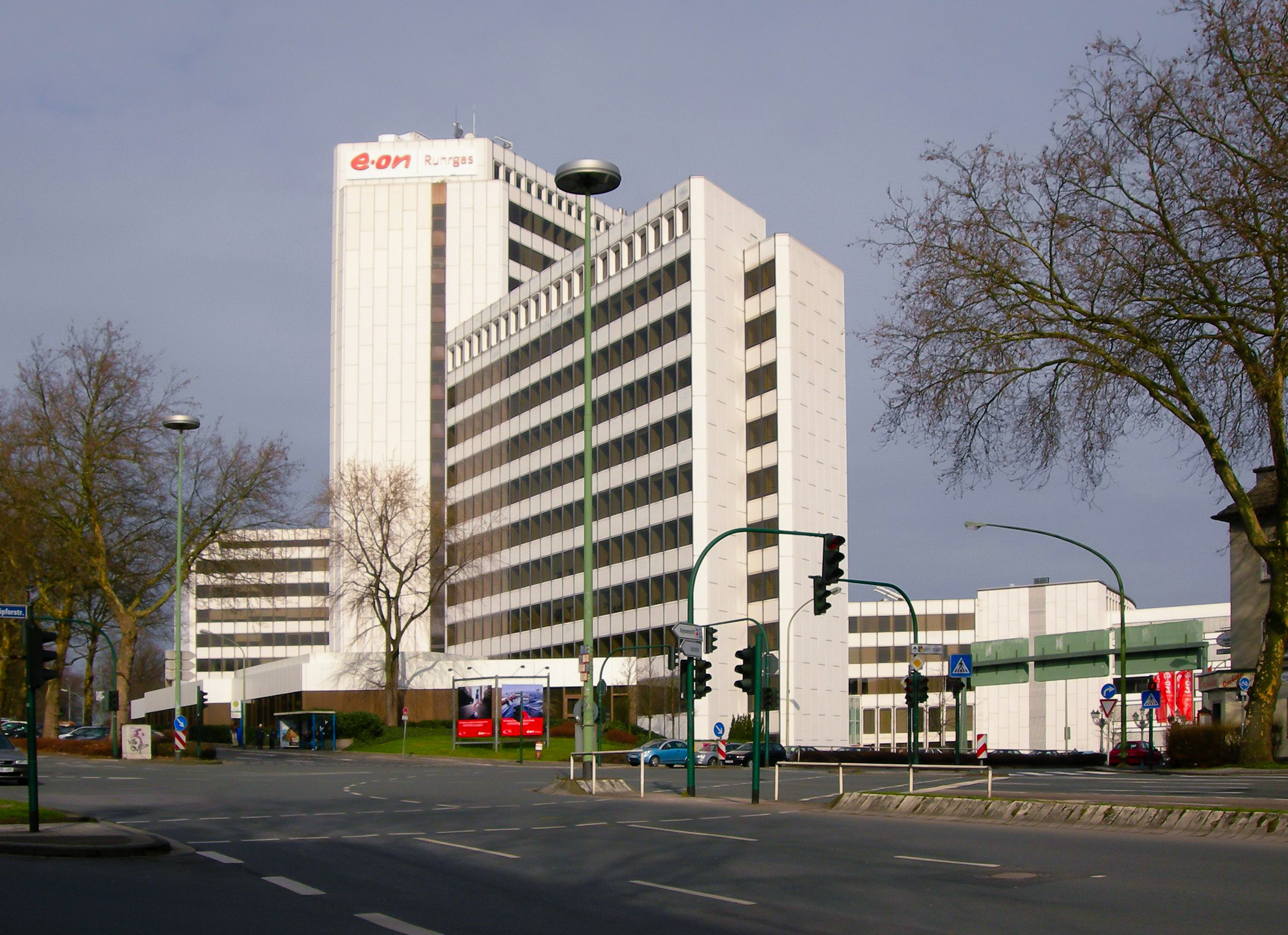
Ehemalige E.ON Ruhrgas Hauptverwaltung in Essen-Huttrop

Im November 2014 kündigte E.ON an, künftig auf fossile Energien zu verzichten. Das Unternehmen plante, die mit fossilen Energien und Kernenergie beschäftigten Geschäftsfelder in ein neues Unternehmen zu übertragen und dieses bis Mitte 2016 an die Börse zu bringen. Die neue Gesellschaft sollte sich laut Johannes Teyssen auf konventionelle Erzeugung, globalen Handel und Exploration konzentrieren. Dazu gehören auch E.ON Russia, die Beteiligung an der Nord-Stream-Pipeline und an dem brasilianischen Unternehmen Eneva. Dagegen sollte das Türkeigeschäft bei der alten E.ON bleiben, die sich auf erneuerbare Energien und das Netzgeschäft konzentrieren soll. Auch 14,6 Milliarden Euro an Rückstellungen, die E.ON für den Rückbau von stillgelegten Kernkraftwerken gebildet hatte, sollten in die neue Gesellschaft übertragen werden, und zwar überwiegend nicht in Form von Geld, sondern in Form von Beteiligungen an Unternehmen oder Kraftwerken. In der Unternehmensbilanz 2014 musste E.ON einen Verlust von 3,16 Milliarden Euro verbuchen, den historisch größten Verlust. Die geplante Bildung des abzuspaltenden Unternehmens vollzog sich zunächst innerhalb des Konzerns unter dem Titel Uniper-Gruppe (jedoch ohne die deutschen Kernenergieaktivitäten). Entsprechend wurde nachträglich für die Jahre 2013, 2014 und 2015 ein Gesamtabschluss für diesen Unternehmensbereich erstellt. Die Eintragung der neuen Firma Uniper erfolgte im Handelsregister des Amtsgerichts Düsseldorf mit Datum vom 14. April 2016 unter Nr. HRB 77425. Im Jahr 2016 wurde der Firmensitz von Düsseldorf nach Essen verlegt.
Im Juni 2017 hat die Bundesnetzagentur gegen die RegioCom Halle GmbH und die E.ON Energie Deutschland GmbH Bußgelder in einer Gesamthöhe von 100.000 Euro verhängt, da diese mit bei Adresshändlern gekauften Datensätzen unerlaubt Verbraucher angerufen und diesen einen Stromanbieterwechsel angeboten hatten.
Im Dezember 2017 verkaufte E.ON den verbliebenen 46,65-%-Anteil an Uniper an Fortum.
Im März 2018 kündigte E.ON die Übernahme der börsennotierten RWE-Tochtergesellschaft Innogy an. Gemäß Vereinbarung mit RWE soll E.ON von RWE deren 76,8-%-Anteil an Innogy erhalten. Den derzeitigen Minderheitsaktionären von Innogy hatte E.ON bis Ende Juli 2018 im Rahmen eines freiwilligen öffentlichen Übernahmeangebots den Kauf ihrer Aktien in bar angeboten. Für 9,4 % der stimmberechtigten Aktien wurde das Übernahmeangebot angenommen, dadurch wird der Gesamtanteil von E.ON an Innogy nach Vollzug der Transaktion auf mindestens 86,2 % steigen. Ende Januar 2019 meldete E.ON die geplante Übernahme von Innogy bei der EU-Kommission an. Die Transaktion wurde nach behördlichen Genehmigungen am 18. September 2019 abgeschlossen. Nachdem E.ON zwischenzeitlich an der Börse weitere Anteile von Innogy erworben hatte, stieg ihr Anteil an Innogy auf 90 %. Damit ist die Voraussetzung geschaffen, einen Squeeze-out der verbleibenden Minderheitsaktionäre zu veranlassen. E.ON plant dadurch alleinige Eigentümerin von Innogy zu werden. Davon betroffen ist z. B. auch die frühere ostdeutsche RWE-Tochter enviaM in Chemnitz sowie deren frühere IT-Tochter GISA in Halle (Saale).
Im Juni 2019 kaufte E.ON Bioerdgas, ein Tochterunternehmen der E.ON, das Bio-Geschäft des Wingas-Konzerns. Wingas, ein Gaslieferant aus Kassel, möchte sich auf den Erdgas-Vertrieb konzentrieren. Die E.ON Bioerdgas führt die Verträge mit einem Absatzvolumen von 300 GWh pro Jahr weiter. Das Bundeskartellamt hat dieser Transaktion Anfang Juni zugestimmt. E.ON beteiligte sich im Juni 2019 an dem Start-Up-Unternehmen „Nuventura“. Das junge Unternehmen entwickelt Schaltanlagen ohne das klimaschädliche Isolationsgas SF6. Über das konzerneigene Programm „agile accelerator“ hat E.ON an der letzten Finanzierungsrunde teilgenommen.
Im September 2021 kaufte E.ON die Mehrheit (80 %) am Smartgrid-Unternehmen gridX. Ein Jahr später, im September 2022, erfolgte die vollständige Übernahme von gridX. Mit 9,6 Milliarden Euro staatlichen Subventionen aus Deutschland zwischen 2016 und 2023 war E.ON der mit Abstand am meisten subventionierte DAX-Konzern. E.ON gilt nach Enpal als europaweit zweitgrößter Installateur von Solaranlagen.

## Konzernstruktur

### Geschäftstätigkeit
E.ON konzentriert sich vornehmlich auf die Bereiche Energienetze und Kundenlösungen. Im Geschäftsfeld Energienetze werden die Verteilnetze für Strom und Gas und die damit verbundenen Aktivitäten zusammengefasst. Zu den Hauptaufgaben in diesem Geschäftsfeld gehören der sichere Betrieb der Strom- und Gasnetze, die Durchführung aller erforderlichen Instandhaltungs- und Wartungsmaßnahmen sowie die Erweiterung der Strom- und Gasnetze, oft im Zusammenhang mit der Realisierung von Kundenanschlüssen. Im Feld Kundenlösungen richtet sich E.ON an Privatkunden sowie mittelständische und große Unternehmen und bietet dabei Produkte und Dienstleistungen, u. a. zur Steigerung der Energieeffizienz.
Ausgewählte E.ON-Unternehmen in Deutschland:
- E.ON Energie Deutschland GmbH, München
- E.ON Energy Markets GmbH, Essen[83]
- E.ON Energy Solutions GmbH, Essen
- Avacon AG, Helmstedt
- Bayernwerk AG, Regensburg
- E.DIS AG, Fürstenwalde/Spree
- E.ON Grid Solutions GmbH, Hamburg
- Eprimo GmbH, Neu-Isenburg
- Envia Mitteldeutsche Energie AG, Chemnitz
- E wie einfach GmbH, Köln
- Hansewerk AG, Quickborn
- Lechwerke AG, Augsburg
- Preussenelektra GmbH, Hannover
- Süwag Energie AG, Frankfurt am Main
- VSE AG, Saarbrücken
- Westenergie AG, Essen

### Globale Einheiten
Alle Geschäftstätigkeiten in den zusammenwachsenden Märkten Europas und zunehmend in weiteren Regionen außerhalb Europas führt die E.ON SE länderübergreifend durch globale Funktionseinheiten durch. Es existieren fünf globale Einheiten, diese sind:
|                      |                      |                      |                      |                      |                      |  |  |           |           |           |           |           |           |  |  | E.ON SE                  |                          |                          |                          |                          |                          |  |  |              |              |              |              |              |              |  |  |                 |                 |                 |                 |                 |                 |
|                      |                      |                      |                      |                      |                      |  |  |           |           |           |           |           |           |  |  |                          |                          |                          |                          |                          |                          |  |  |              |              |              |              |              |              |  |  |                 |                 |                 |                 |                 |                 |
|                      |                      |                      |                      |                      |                      |  |  |           |           |           |           |           |           |  |  |                          |                          |                          |                          |                          |                          |  |  |              |              |              |              |              |              |  |  |                 |                 |                 |                 |                 |                 |
| erneuerbare Energien | erneuerbare Energien | erneuerbare Energien | erneuerbare Energien | erneuerbare Energien | erneuerbare Energien |  |  | Erzeugung | Erzeugung | Erzeugung | Erzeugung | Erzeugung | Erzeugung |  |  | Exploration & Produktion | Exploration & Produktion | Exploration & Produktion | Exploration & Produktion | Exploration & Produktion | Exploration & Produktion |  |  | Technologien | Technologien | Technologien | Technologien | Technologien | Technologien |  |  | globaler Handel | globaler Handel | globaler Handel | globaler Handel | globaler Handel | globaler Handel |

### Vorstand
- Vorstandsvorsitzender (CEO): Leonhard Birnbaum, Mitglied im Vorstand seit Juli 2013, CEO seit April 2021[85]
- Vorstand Energienetze und Einkauf (COO): Thomas König, Mitglied im Vorstand seit Juni 2018[86]
- Vorstand Digitalisierung, IT-Strategie und interne Beratung (COO): Victoria Ossadnik, Mitglied im Vorstand seit April 2021[87]
- Vorstand Finanzen (CFO): Nadia Jakobi, Mitglied im Vorstand seit März 2024, CFO seit Juni 2024[88]
- Vorstand Vertrieb und Kundenlösungen (COO): Marc Spieker, Mitglied im Vorstand seit Januar 2017, COO seit Juni 2024[89]

Stand: Oktober 2024

### Aufsichtsrat
Nach der Übernahme der Innogy SE bestand der Aufsichtsrat temporär, bis zum Geschäftsjahr 2022 aus 20 Mitgliedern. Heute sind es 16:
- Vertreter der Anteilseigner
  - Erich Clementi, Vorsitzender des Aufsichtsrats seit 2023, Mitglied des Aufsichtsrats seit 2016
  - Klaus Fröhlich (bis 2020 Vorstandsmitglied bei BMW), Mitglied des Aufsichtsrats seit 2018
  - Ulrich Grillo (Vorsitzender des Vorstands der Grillo-Werke AG), Mitglied des Aufsichtsrats seit 2019
  - Anke Groth (Managerin), Mitglied des Aufsichtsrats seit 2022
  - Nadège Petit (Chief Innovation Officer bei Schneider Electric), Mitglied des Aufsichtsrats seit 2023
  - Andreas Schmitz (bis 2020 Aufsichtsratsvorsitzender der HSBC Trinkaus & Burkhardt AG), Mitglied des Aufsichtsrats seit 2016
  - Rolf Martin Schmitz, Vorsitzender des Vorstands der RWE AG, Mitglied des Aufsichtsrats seit 2019
  - Deborah Wilkens (Unternehmensberaterin), Mitglied des Aufsichtsrats seit 2019
- Vertreter der Arbeitnehmer
  - Christoph Schmitz (Mitglied des Bundesvorstands ver.di), Mitglied des Aufsichtsrats seit 2020, stellvertretender Vorsitzender des Aufsichtsrats seit 2020
  - Katja Bauer, Mitglied des Aufsichtsrats seit 2022
  - Eugen-Gheorghe Luha (Vorsitzender des Gas-Gewerkschaftsverbands Gaz România, Mitglied des SE-Betriebsrats der E.ON SE), Mitglied des Aufsichtsrats seit 2012
  - Szilvia Pinczésné Márton (Vorsitzende des Betriebsrats der E.ON Dél-Dunántúli Áramhálózati Zrt, Mitglied des SE-Betriebsrats der E.ON SE), Mitglied des Aufsichtsrats seit 2018
  - Stefan May (stellvertretender Vorsitzender des Konzernbetriebsrats der E.ON SE), Mitglied des Aufsichtsrats seit 2019
  - René Pöhls (stellvertretender Vorsitzender des Konzernbetriebsrats der E.ON SE, stellvertretender Vorsitzender des Konzernbetriebsrats der E.ON SE), Mitglied des Aufsichtsrats seit 2019
  - Elisabeth Wallbaum (Referentin des SE-Betriebsrats und des Konzernbetriebsrats der E.ON SE), Mitglied des Aufsichtsrats seit 2016
  - Axel Winterwerber (Gesamtbetriebsratsvorsitzender der Süwag Gruppe), Mitglied im Aufsichtsrat seit 2023

## Aktie und Kennzahlen
Das Grundkapital der Gesellschaft ist aufgeteilt in rund 2,64 Milliarden Namensaktien. Die Aktien des Unternehmens werden unter der ISIN DE000ENAG999 an der Börse gehandelt und sind unter anderem im DAX und DivDAX notiert. Aufgrund der über die Jahre konstant überdurchschnittlich hohen Dividendenrendite ist die E.ON eins von lediglich zwei Unternehmen, welche seit dessen Gründung bis heute ununterbrochen im DivDAX vertreten sind. Bis auf den Anteil von RWE werden sämtliche Aktien dem Streubesitz zugerechnet. Aktionäre mit meldepflichtigen Anteilen siehe Tabelle:
| Anteil  | Anteilseigner                        |
| ------- | ------------------------------------ |
| 15,00 % | RWE AG                               |
| 5,40 %  | BlackRock Inc.                       |
| 2,99 %  | Canada Pension Plan Investment Board |
| 2,98 %  | DWS Investment GmbH                  |
| 2,94 %  | The Capital Group Companies Inc.     |

Stand 14. Mai 2025
| Kennzahl                                         | 2024    | 2023    | 2022    | 2021    | 2020   | 2019   | 2018   | 2017   | 2016    | 2015    | 2014    | 2013    | 2012    |
| ------------------------------------------------ | ------- | ------- | ------- | ------- | ------ | ------ | ------ | ------ | ------- | ------- | ------- | ------- | ------- |
| Stromabsatz (Mrd. kWh)                           | 217,0   | 203,7   | 261,7   | 372,8   | 369,0  | 214,1  | 128,1  | 133,2  | 141,8   | 780,9   | 735,9   | 696,9   | 740,4   |
| Gasabsatz (Mrd. kWh)                             | 403,4   | 380,6   | 462,9   | 447,9   | 381,6  | 257,3  | 135,1  | 141,1  | 142,8   | 1721,8  | 1161,0  | 1219,3  | 1162,1  |
| Umsatz (Mrd. Euro)                               | 80,119  | 93,686  | 115,660 | 77,358  | 60,944 | 41,484 | 30,253 | 37,695 | 38,173  | 116,218 | 111,556 | 119,688 | 132,093 |
| EBITDA (Mrd. Euro)                               | 9,049   | 9,370   | 8,059   | 7,889   | 6,905  | 5,558  | 4,840  | 4,955  | 4,939   | 7,557   | 8,337   | 9,191   | 10,786  |
| EBIT (Mrd. Euro)                                 | 5,762   | 6,387   | 5,197   | 4,723   | 3,776  | 3,235  | 2,989  | 3,074  | 3,112   | 4,369   | 4,664   | 5,624   | 7,027   |
| Konzernüberschuss (Mrd. Euro)                    | 5,562   | 0,76    | 2,242   | 5,305   | 1,270  | 1,808  | 3,524  | 4,180  | −16,007 | −6,377  | −3,130  | 2,459   | 2,641   |
| Konzernüberschuss der Gesellschafter (Mrd. Euro) | 4,531   | 0,517   | 1,831   | 4,691   | 1,017  | 1,566  | 3,223  | 3,925  | −8,450  | −6,999  | −3,160  | 2,091   | 2,217   |
| Bereinigter Konzernüberschuss (Mrd. Euro)        | 2,856   | 3,068   | 2,728   | 2,503   | 1,638  | 1,536  | 1,505  | 1,427  | 0,904   | 1,648   | 1,612   | 2,126   | 4,187   |
| Investitionen (Mrd. Euro)                        | 7,499   | 6,421   | 4,753   | 4,762   | 4,171  | 5,492  | 3,523  | 3,308  | 3,169   | 4,174   | 4,633   | 7,992   | 6,997   |
| Bilanzsumme (Mrd. Euro)                          | 111,361 | 113,506 | 134,009 | 119,759 | 95,385 | 98,566 | 54,324 | 55,950 | 63,699  | 113,693 | 125,690 | 132,330 | 140,426 |
| Ergebnis je Aktie (Euro)                         | 1,73    | 0,20    | 0,70    | 1,80    | 0,39   | 0,68   | 1,49   | 1,84   | −4,33   | −3,60   | −1,64   | 1,12    | 1,16    |
| Dividende (Euro)                                 | 0,55    | 0,53    | 0,51    | 0,49    | 0,47   | 0,46   | 0,43   | 0,30   | 0,21    | 0,50    | 0,14    | 0,17    | 1,10    |
| Mitarbeiter (31. Dez.)                           | 76.566  | 74.618  | 71.613  | 72.169  | 78.126 | 78.948 | 43.302 | 42.699 | 43.138  | 56.490  | 58.503  | 61.327  | 72.083  |

Im September 2019 erwarb E.ON die Innogy SE, dies wirkte sich in einem steigenden Umsatz und der zum Jahresende 2019 deutlich höheren Mitarbeiterzahl aus. Es erhöhte sich aber auch der Goodwill von 2,1 Mrd. Euro im Jahr 2018 auf 17,5 Mrd. Euro im Jahr 2019 E.ON gehört zu den vier DAX-Unternehmen, bei denen im Jahresabschluss 2020 der Goodwill den Buchwert des Eigenkapitals übersteigt. Beim Erstellen einer Strukturbilanz im Zusammenhang mit einer Bilanzanalyse wird das Eigenkapital mit dem Goodwill saldiert.

## Technische Anlagen

### Kraftwerke in Deutschland (noch unvollständig)
| Standort                 | Energieträger   | Leistung | Eigentumsverhältnisse                               | Anmerkungen       |
| ------------------------ | --------------- | -------- | --------------------------------------------------- | ----------------- |
| Hybridkraftwerk Pellworm | Hybridkraftwerk | 1 MW     |                                                     |                   |
| alpha ventus             | Windenergie     | 60 MW    | 26,25 % E.ON, 47,5 % EWE, 26,25 % Vattenfall Europe | Offshore-Windpark |
| Amrumbank West           | Windenergie     | 288 MW   |                                                     | Offshore-Windpark |

E.ON wickelt über die Tochtergesellschaft Preussenelektra GmbH seine Kernkraftwerke ab.
Die Kohle-, Erdgas- und Erdölkraftwerke sowie Wasserkraftanlagen wurden im Zuge der Abspaltung der Uniper-Gruppe an die Uniper Kraftwerke GmbH übertragen.

### Hochspannungs-Gleichstrom-Übertragung
- GKK Etzenricht
- Stromrichterstation Lübeck-Herrenwyk (in Zusammenarbeit mit der Baltic Cable AB)

## Kunstsammlung und Kultursponsoring
Das Unternehmen besitzt eine umfangreiche Kunstsammlung. Seit 2002 wird die Sammlung von Dorothee Gräfin von Posadowsky-Wehner geleitet.
Im Jahr 2010 war E.ON einer der Hauptsponsoren der Kulturhauptstadt 2010.
E.ON SE unterstützte mit einem jährlichen Betriebskostenzuschuss von 750.000 Euro das Museum Kunstpalast. 2014 wurde ein Gemälde aus dem Besitz des Energiekonzerns, Jackson Pollocks „Number 5 (Elegant Lady)“, das bisher als Dauerleihgabe im Museum Kunstpalast in Düsseldorf hing, für knapp 11,4 Millionen Dollar (ca. 8,3 Mio. Euro) beim Auktionshaus Christie’s in New York versteigert.
2015 richtete das Unternehmen anlässlich des 20. Jubiläums von fiftyfifty eine Benefiz-Verkaufsausstellung „Kunst für Obdach“ aus. Mehr als 80 Künstler spendeten über 100 Werke. Der Gesamterlös der verkauften Werke kam dem Düsseldorfer Verein für Obdachlosenhilfe zugute.
Am 31. März 2016 wurde bekannt, dass E.ON die Förderung von Museum Kunstpalast zum Ende 2017 einstellen wird. Zur Begründung wurde die wirtschaftliche Situation, die Aufspaltung des Unternehmens in E.ON und Uniper sowie der Weggang von E.ON aus Düsseldorf angeführt.

## Kritik und Kontroversen

### Luxemburg-Leaks
Durch die sogenannten „Luxemburg-Leaks“ wurden im November 2014 der Öffentlichkeit Steuersparmodelle bekannt, mit denen E.ON global Steuern spart. Diese Modelle wurden durch die Beratungsgesellschaft PwC erarbeitet und sind im Original an die Öffentlichkeit gelangt. In einem Wohnhaus in Luxemburg hat E.ON die Tochtergesellschaft Dutchdelta Finance S.à r.l. angesiedelt. Diese vergibt als Finanzierungsgesellschaft hohe Kredite an Tochterunternehmen von E.ON in den USA, in Schweden und in Großbritannien. Im Jahr 2008 liehen die Luxemburger Gesellschaft DutchDelta Sàrl und eine weitere Gesellschaft in Malta insgesamt 200 Millionen Euro an eine E.ON-Gruppe in Großbritannien, eine Milliarde Euro an E.ON Schweden und 2,6 Milliarden Dollar an E.ON in den USA. Für die Kredite der Tochtergesellschaft werden aus dem Ausland hohe Zinsen nach Luxemburg überwiesen (Schätzungen zufolge handelt es sich um zweistellige Millionenbeträge). Durch diese Buchungen sinkt die Steuerlast in Großbritannien, Schweden und den USA. Anschließend überweist DutchDelta die Gewinne wiederum an andere Offshore-Gesellschaften und bucht somit auch in Luxemburg Verluste. Deshalb fallen auch dort kaum Steuern an. Im Jahr 2012 nahm DutchDelta 130 Millionen Euro ein und zahlte 1.600 Euro Körperschaftsteuer.

### Umgehung der EEG-Umlage
E.ON führte über Jahre Umlagen nach dem Erneuerbare-Energien-Gesetz (EEG) nicht ab. E.ON griff dabei auf ein sogenanntes Scheibenpachtmodell zurück, das eine Gesetzeslücke ausnutzt, um die EEG-Umlage zu umgehen.